# Hassler Whitney
Hassler Whitney (23 de marzo de 1907 - 10 de mayo de 1989) fue un matemático estadounidense, considerado uno de los fundadores de la teoría de la singularidad.

## Semblanza

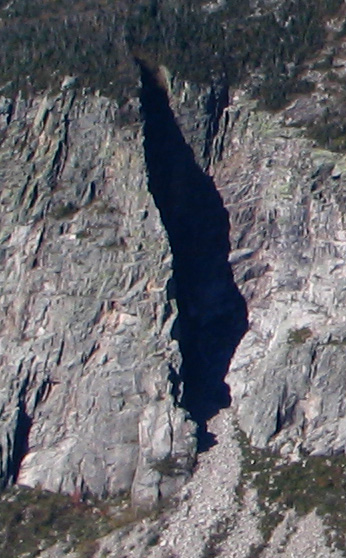
Arista WhitenyGilman en Cannon Mountain

Whitney nació en 1907 en Nueva York. Era hijo de Edward Baldwin Whitney juez del tribunal supremo del primer distrito de la ciudad. Su madre, A. Josepha Newcomb Whitney, era artista y activista política, descendiente del matemático y astrónomo Simon Newcomb (1835-1909).
Whitney estuvo casado tres veces, y tuvo tres hijos de su primer matrimonio y otros dos del segundo. Con su primera esposa, Margaret Howell, encargó en 1939 el diseño de su residencia de Weston (Massachusetts), al arquitecto Edwin B. Goodell, Jr. El estilo de este edificio tendría una notable influencia sobre las posteriores casas de campo construidas en Nueva Inglaterra.
Ocupaba su tiempo libre en dos aficiones principales: la música (era un competente intérprete del violín y de la viola), y las caminatas campestres. Durante su juventud, en compañía de su primo, culminó la primera ascensión en 1929 al denominado risco Whitney-Gilman en Cannon Mountain. Era miembro de la Sociedad Suiza de Alpinismo y del Club de Montaña de Yale.
Falleció repentinamente en 1989, posiblemente a consecuencia del tratamiento contra el cáncer de próstata al que estaba siendo sometido. Sus cenizas descansan en Dents Blanches, una montaña de Suiza.

## Carrera
Whitney fue alumno de la Universidad de Yale, donde obtuvo los títulos de licenciatura en física y música, respectivamente, en 1928 y en 1929. Más tarde, en 1932, se doctoró en matemáticas en la Universidad de Harvard. Su tesis doctoral versó sobre The Coloring of Graphs, escrita bajo la supervisión de George David Birkhoff.
En Harvard, Birkhoff también le consiguió un trabajo como Instructor de Matemáticas para los años 1930–31, y otro de Profesor Asistente para los años 1934–35. Posteriormente ocupó los siguientes cargos: Miembro del NRC, Matemáticas, 1931–33 ; Profesor Asistente, 1935–40; Profesor Asociado, 1940–46, Profesor, 1946–52; Profesor Instructor, Institute for Advanced Study, Universidad de Princeton, 1952–77; Profesor emérito, 1977-1989; Presidente del Panel de Matemáticas, Fundación Nacional para la Ciencia, 1953–56; Profesor de intercambio, Collège de France, 1957; Comité Memorial, Apoyo a la Investigación en Ciencias Matemáticas, Consejo Nacional de Investigación, 1966–67; Presidente, Comisión Internacional de Instrucción Matemática, 1979–82; Research Mathematician, National Defense Research Committee, 1943–45; Construcción de la Escuela de Matemáticas.
Fue miembro de la Academia Nacional de Ciencias (Estados Unidos); Profesor de Coloquio para la American Mathematical Society, 1946; Vicepresidente, 1948–50 y editor, del American Journal of Mathematics, 1944–49; Editor de Mathematical Reviews, 1949–54; Presidente del Comité vis. cátedra, 1946-1951; Instructor de verano del comité, 1953–54; miembro de la American Mathematical Society; del American National Council Teachers of Mathematics, de la London Mathematical Society (Honorario), de la Swiss Mathematics Society (Honorario), de la Academia de Ciencias de  París (Asociado Extranjero); y de la Academia de Ciencias de Nueva York.

## Trabajo

### Investigación
El primer trabajo de Whitney, de 1930 a 1933, fue en teoría de grafos. Muchas de sus contribuciones se centraron en problemas de coloreado de gráficos, y la mejor solución asistida por ordenador para el teorema de los cuatro colores se basó en algunos de sus resultados. Su trabajo en teoría de gráficos culminó en un artículo de 1933,, donde sentó las bases del matroide, una noción fundamental en combinatoria y teoría de la representación moderna, introducida independientemente por él y por Bartel Leendert van der Waerden a mediados de la década de 1930. En este artículo, demostró varios teoremas sobre el matroide de un grafo M(G): uno de esos teoremas, ahora llamado Teorema del isomorfismo 2 de Whitney, establece que: Dados G y H, gráficos sin vértices aislados, entonces M(G) y M(H) son isomórficos si y solo si G y H son 2-isomorfos.
Estuvo interesado durante toda su vida en las propiedades geométricas de las funciones, comenzando su trabajo sobre este campo en esta época. Su primera investigación en este tema fue sobre la posibilidad de extender una función definida en un subconjunto cerrado de ℝn a una función en todo ℝn con ciertas propiedades de suavidad. Charles Fefferman encontró una solución completa a este problema en 2005.
En un artículo de 1936, Whitney dio una definición de una variedad diferenciable de la clase Cr, y demostró que, para valores suficientemente altos de r, un múltiple liso de dimensión n puede ser embebido en ℝ2n+1 e inmerso en ℝ2n. En 1944, logró reducir la dimensión del espacio envolvente en 1, siempre que n>2, mediante una técnica que se conoce como "truco de Whitney". Este resultado básico muestra que las variedades pueden ser tratadas intrínseca o extrínsecamente, como se desee. La definición intrínseca se había publicado solo unos años antes en el trabajo de Oswald Veblen y J. H. C. Whitehead. Estos teoremas abrieron el camino para estudios mucho más refinados de incrustación, inmersión y también de suavizado, es decir, la posibilidad de tener varias estructuras suaves en una variedad topológica dada.
Fue uno de los principales desarrolladores de la cohomología y de las clases características, ya que estos conceptos surgieron a finales de la década de 1930, y su trabajo en topología algebraica continuó hasta los años 1940. También volvió al estudio de las funciones en la década de 1940, continuó su trabajo sobre los problemas de extensión formulados una década antes y respondió una pregunta de Laurent Schwartz en un artículo de 1948 titulado "Ideales de funciones diferenciables".
Whitney tuvo, en la década de 1950, un interés casi único en la topología de espacios singulares y en singularidades de aplicaciones diferenciables. Una vieja idea, implícita incluso en la noción de un complejo simplicial, era estudiar un espacio singular descomponiéndolo en piezas lisas (hoy en día llamadas "estratos"). Whitney fue el primero en ver cualquier sutileza en esta definición, y señaló que una buena "estratificación" debería satisfacer las condiciones que denominó "A" y "B", ahora conocidas como condiciones de Whitney. El trabajo de René Thom y John Mather en la década de 1960 demostró que estas condiciones dan una definición muy robusta del espacio estratificado.
También estudió por primera vez las singularidades en baja dimensión de las aplicaciones diferenciables, que luego se hicieron conocidas en el trabajo de René Thom.
En su libro "Teoría de la integración geométrica", dio una base teórica para el teorema de Stokes aplicado con singularidades en el límite. Más adelante, su trabajo sobre estos temas inspiró las investigaciones de Jenny Harrison.
Estos aspectos del trabajo de Whitney se han visto más unificados, en retrospectiva y con el desarrollo general de la teoría de la singularidad. El trabajo puramente topológico de Whitney (clase de Stiefel-Whitney, con resultados básicos en fibrado vectorial) entró en la corriente principal más rápidamente.

### Actividad docente

#### Enseñando a los jóvenes
En 1967, se involucró a tiempo completo en problemas educativos, especialmente en el nivel de la escuela primaria.
Pasó muchos años en las aulas, enseñando matemáticas y observando cómo se enseña. Pasó cuatro meses enseñando matemáticas de pre-álgebra a una clase de alumnos de séptimo grado y realizó cursos de verano para maestros. Viajó mucho para dar conferencias sobre el tema en los Estados Unidos y en el extranjero. Trabajó para eliminar la "ansiedad matemática", que según él lleva a los alumnos jóvenes a evitar las matemáticas. Difundió las ideas de enseñar matemáticas a los estudiantes de manera que relacionen el contenido con sus propias vidas, en lugar de enseñarles mediante técnicas memorísticas exclusivamente.

## Honores
- En 1947 fue elegido miembro de la American Philosophical Society.[17]
- En 1969 fue galardonado con el Premio Lester R. Ford por un trabajo en dos partes, "Las matemáticas de las cantidades físicas".[18]
- En 1976 recibió la Medalla Nacional de la Ciencia.
- En 1980 fue elegido miembro honorario de London Mathematical Society.[19]
- En 1983 recibió el Premio Wolf de la Fundación Wolf, y finalmente, en 1985, recibió el Premio Leroy Steele de la Sociedad Matemática Americana.